# Markersdorf (Hundhaupten)
Markersdorf bei Gera ist ein Ortsteil von Hundhaupten im Landkreis Greiz in Thüringen.

## Lage
Markersdorf liegt etwa einen Kilometer nordöstlich von Hundhaupten entfernt. Die Bundesstraße 2 verläuft östlich des Ortes, von Gera kommend in Richtung Triptis, die dortige Flur trägt seit dem Mittelalter den Namen „Hohe Straße“. Die beiden Quellbäche des Ortes speisen noch 15 kleine Teiche und Tümpel und werden nach kurzem Lauf bei Windischenbernsdorf vom Saarbach aufgenommen.

## Geschichte
1302 wurde der von deutschen Siedlern gegründete Ort Markersdorf erstmals urkundlich erwähnt. Am höchsten Punkt des Dorfes – am Südwestrand der Ortslage, befindet sich die Dorfkirche. Der Ort liegt geschützt in der vom Dorfbach eingetieften Senke, der noch in der Ortslage zu fünf kleinen Teichen aufgestaut wurde und die in zwei Zeilen gruppierten 15 Vierseithöfe und Gebäude trennt.
Gegenwärtig (2012) besitzt der Ort etwa 70 Einwohner. Am Ostrand der Gemarkung befindet sich ein an die Bundesstraße 2 grenzendes Ferienlager.

## Persönlichkeiten
- Gerhard Kirchner (* 19. März 1907 in Markersdorf; † 29. März 1975 in Weimar), Orgelbauer